# Корковадо (Порторико)
Корковадо (шп. Corcovado) град је у америчкој острвској територији Порторико, острвској држави Кариба.

## Демографија
По попису из 2010. године број становника је 1.405, што је 122 (-8,0%) становника мање него 2000. године.
| Група             | 2000.         | 2010.         |
| Белци             | 2 (0,1%)      | 8 (0,6%)      |
| Афроамериканци    | 17 (1,1%)     | 53 (3,8%)     |
| Азијати           | 0 (0,0%)      | 2 (0,1%)      |
| Хиспаноамериканци | 1.521 (99,6%) | 1.392 (99,1%) |
| Укупно            | 1.527         | 1.405         |